# Eric Sykes
Eric Sykes (Oldham, 4 mei 1923 – Esher, 4 juli 2012) was een Brits acteur, scenarioschrijver en regisseur. Hij was vooral bekend van zijn eigen tv-programma Sykes. Daarnaast speelde hij ook de rol van de conciërge Frank Bryce in de film Harry Potter en de Vuurbeker (2005) en deed stemmen in de BBC-televisieserie Teletubbies (1997-2001). Al op jonge leeftijd kreeg hij te maken met gehoorproblemen (plotsdoof), maar dat liet hij geen invloed hebben op zijn loopbaan.
Eric Sykes was getrouwd met Edith Eleanore Milbrandt van 1952 tot aan zijn dood in 2012. Samen hadden ze vier kinderen. Hij stierf na een kort ziekbed op 89-jarige leeftijd in het bijzijn van zijn familie.

## Filmografie
- Orders Are Orders (1954)
- Pantomania, or Dick Whittington (1956)
- Opening Night (1956)
- Charley Moon (1956)
- Dress Rehearsal (1956)
- Closing Night (1957)
- Tommy the Toreador (1959)
- Gala Opening (1959)
- Invasion Quartet (1961)
- Watch Your Stern (1961)
- Very Important Person (1961)
- Kill or Cure (1962)
- Village of Daughters (1962)
- Heavens Above! (1963)
- One Way Pendulum (1964)
- The Bargee (1964)
- The Liquidator (1965)
- Rotten to the Core (1965)
- Those Magnificent Men in their Flying Machines (1965)
- The Spy with a Cold Nose (1966)
- Big Bad Mouse (1966)
- Sykes Versus ITV (1967)
- The Plank (1967) – 'stomme film' in kleur, 45' ALF
- Shalako (1968)
- Monte Carlo or Bust! (1969)
- Rhubarb (1969)
- It's Your Move (1969)
- Sykes: With the Lid Off (1971)
- Big Bad Mouse (1972 remake)
- Theatre of Blood (1973)
- Charley's Aunt (1977)
- Eric Sykes Shows a Few of Our Favourite Things (1977)
- The Plank (1979) – 'stomme film' in kleur, 30' Thames/ITV
- Rhubarb Rhubarb (1980 remake)
- The Likes of Sykes (1980)
- If You Go Down in the Woods Today (1981)
- It's Your Move (1982 remake)
- The Eric Sykes 1990 Show (1982)
- The Boys in Blue (1982)
- Gabrielle and the Doodleman (1984)
- Absolute Beginners (1986)
- Mr. H Is Late (1988)
- The Big Freeze (1993)
- Splitting Heirs (1993)
- The Others (2001)
- Mavis and the Mermaid (2004)
- Harry Potter and the Goblet of Fire (2005)
- Son of Rambow (2007)

## Televisieseries
- Son of Fred (1956)
- Hancock's Half Hour (1956)
- The Tony Hancock Show (1956, niet op aftiteling)
- The Idiot Weekly, Price 2d (1956)
- Sykes and A... (1960-1965), 29 afleveringen
- Comedy Playhouse (1961)
- A Christmas Night with the Stars (1962)
- Curry & Chips (1969), 6 afleveringen
- Till Death Us Do Part (1970)
- Sykes and a Big Big Show (1971)
- Sykes (televisieserie)|Sykes (1972-1979), 68 afleveringen
- Alice in Wonderland (1985), 3 afleveringen
- The Return of Sherlock Holmes (1986)
- The Nineteenth Hole (1989), 7 afleveringen
- Teletubbies (1997-2001), 226 afleveringen
- Dinnerladies (1998)
- Gormenghast (2000), 2 afleveringen
- Stan the Man (2002)
- The Bill (2003)
- Holby City (2003)
- Doctors (2004)
- Heartbeat (2007)
- Last of the Summer Wine (2007)
- New Tricks (2007)
- My Family (2007)
- Agatha Christie's Poirot (2010)